# Pierre Verdé-Delisle
Pierre Verdé-Delisle (* 16. Mai 1877 in Trie-la-Ville; † 18. Juli 1960 in Paris) war ein französischer Tennisspieler.

## Biografie
Verdé-Delisle nahm an den Olympischen Sommerspielen 1900 in Paris am Tenniswettbewerb teil. Er nahm als einziger nur am Mixed-Doppel teil. Dort ging er mit seiner Landsfrau Antoinette Gillou an den Start. Die Paarung verlor zum Auftakt gegen Hedwig Rosenbaum und Archibald Warden in drei Sätzen. 1908 nahm Verdé-Delisle an Turnier in Wimbledon teil und schied im Einzel und Doppel jeweils im ersten Match aus.
Neben dem Sport war der Franzose Arzt.